# Blitzkrieg Bop
Blitzkrieg Bop — пісня гурту Ramones, випущена 1976 року. Вийшла в альбомі Ramones, а також як сингл.
Ця пісня потрапила до списку 500 найкращих пісень усіх часів за версією журналу Rolling Stone